# Stopan
Stopan (szerbül: Стопан), falu Bosznia-Hercegovinában, a Bosanska Krajina keleti részén, Kotor-Varoš községben, a Szerb Köztársaságban.

## Fekvése
A település Bosznia-Hercegovina északi részén, Banja Lukától légvonalban 44, közúton 64 km-re délkeletre, községközpontjától légvonalban 22, közúton 32 km-re délkeletre, a Vrbanja jobb partján, a Stopanska-folyó torkolatánál, és tőle keletre, 480-960 méteres tengerszint feletti magasságban fekszik. Stopan központja egy hágón található (kb. 680 m tengerszint feletti magasságban) a Crkvenica és a Stopanska folyók, a Vrbanja jobb oldali mellékfolyói között. Ebből a faluból Šipragéba egy (főleg makadám) helyi út vezet, körülbelül 8 km hosszúságban.

## Népessége
| Nemzetiségi csoport | Népesség 1991 | Népesség 2013 |
| ------------------- | ------------- | ------------- |
| Szerb               | 133           | 24            |
| Bosnyák             | 211           | 91            |
| Horvát              | 1             | 0             |
| Jugoszláv           | 0             | 0             |
| Egyéb               | 1             | 0             |
| Összesen            | 346           | 115           |

## Története
Mivel Stopan egy nagyon régi falu, feltételezhető, hogy távoli története, az őslakos óboszniai településtől és az illírektől napjainkig a Vrbanja völgyében történt eseményekhez kapcsolódik. Stopan egykor egy viszonylag nagy falu volt, gazdag ivóvízben és széles körben ismert gyümölcsöseiről, helyi gyümölcstermékeiről és vendégszerető lakosairól. A muszlim lakosságú település 1878-ig tartozott az Oszmán Birodalomhoz, ekkor a berlini kongresszus határozata alapján az Osztrák-Magyar Monarchia része lett. 1879-ben az első osztrák-magyar népszámlálás során a jajcai járáshoz és Radohovo községhez tartozó településnek 11 háztartása és 122 muszlim lakosa volt.  1910-ben a Kotor Varoš-i járáshoz tartozó Burča községhez tartozó településen 16 háztartást, 120 muszlim és 12 ortodox lakost találtak. A monarchia szétesésével 1918-ban előbb a Szerb-Horvát-Szlovén Királyság, majd 1929-től a Jugoszláv Királyság része lett. Az 1929-es törvény értelmében, amikor Bosznia-Hercegovinát négy banovinára, Drinskára, Vrbaskára, Zetskára és Primorskára osztották, a település a Vrbaska banovina része lett, amelynek székhelye Banja Luka volt.
Jugoszlávia megszállása után a Független Horvát Állam (NDH) része lett. A második világháború idején ez a falu is részt vett az ellenállási mozgalomban, és jelentős partizánmenedék volt. Többek között 1944 januárjában nagyszámú sebesültet fogadott, akiket a hatodik ellenséges offenzíva során a Demićka-szorosban (Šiprage mellett) lévő hadosztálykórházból evakuáltak. A főutaktól való távolsága miatt Stopan biztonságosabb menedéket jelentett a helyi lakosság és az ide menekülők számára az ellenséges betörések idején.
1992-ben a Boszniai Szerb Köztársaság hadserege, a rendőrség és a félkatonai erők elpusztították a Vrbanja völgyében található összes bosnyák és horvát települést Kruševo Brdótól Banja Lukáig elpusztították, a helyi lakosságot pedig megölték vagy száműzték.

 A boszniai háborút lezáró daytoni békeszerződést követő területfelosztásnál Kotor-Varoš község részeként a Szerb Köztársaság területéhez került. 1996 után a luxemburgi kormánynak és katonáknak, azaz a BELUGA zászlóaljnak (rövidítve: Belgium – Luxemburg – Görögország – Ausztria; az EUFOR-SFOR keretein belül) köszönhetően a Šiprage környéki bosnyák falvak többségét, így Stopant is, részben újjáépítették.

## Fordítás
- Ez a szócikk részben vagy egészben  a   Stopan (Kotor-Varoš) című bosnyák Wikipédia-szócikk ezen változatának fordításán alapul.  Az eredeti cikk szerkesztőit annak laptörténete sorolja fel. Ez a jelzés csupán a megfogalmazás eredetét és a szerzői jogokat jelzi, nem szolgál a cikkben szereplő információk forrásmegjelöléseként.